# Monte Serano
Il monte Serano è una montagna dell'Appennino umbro-marchigiano, alta 1429 m.

## Descrizione
La montagna forma un piccolo massiccio insieme al monte Brunette (1421). È posta a est della pianura umbra su cui incombe; alle sue pendici ci sono i comuni di Campello e di Trevi e anche le celebri fonti del Clitunno.  È parzialmente coperto da boschi di faggio e leccio e ci sono varie sorgenti. L'abitato più vicino è quello di Pettino che è posto nel comune di Campello, a cui è collegato da una strada carrozzabile. Sulla cima esiste un piccolo castelliere di epoca protostorica, trovato negli anni 70 del XX secolo, e vi sono antenne per radio e telecomunicazioni.

## Geologia
Dal punto di vista geologico è una struttura anticlinalica sbloccata da faglia bordiera ad ovest ed ha la stessa composizione degli altri appenninici dei dintorni; si tratta di calcari meso e cenozoici tipici della successione umbro - marchigiana, dove si possono trovare estesi affioramenti di "Rosso ammonitico". Una unità litostratigrafica di marne e argille nodulari rosse, spessore 8-10 m, posizionato cronologicamente tra la "Corniola" più antica e i "Calcari e marne a Posidonia" più recenti. Nel "Rosso", di età Toarciano, zona biostratigrafica a H. bifrons, è stato trovato intorno agli anni '70 il tipo di ammonite, genere Praerycites, introdotto in letteratura del 1981. 